# Cimetière militaire britannique des Gardes de Lesbœufs
Le Cimetière militaire britannique des Gardes de Lesbœuf (Guards' cemetery )  est un cimetière militaire de la Première Guerre mondiale, situé sur le territoire de la commune de Lesbœufs, dans le département de la Somme, au nord de Péronne, à la limite entre la Somme et le département du Pas-de-Calais.

## Historique
Lesbœufs fut le théâtre d'âpres combat au cours de la Bataille de la Somme, la Guards division débuta son attaque le 15 septembre 1916 et réussit à prendre la position le 25. Le 24 mars 1918, l'armée allemande réoccupa ce qui restait du village au cours de la Bataille du Kaiser et fut repris par l'armée britannique, le 29 août au cours de l'Offensive des Cent-Jours.
Le cimetière militaire des gardes à Lesbœufs fut créé pendant la guerre, il rassemblait une quarantaine de tombes de soldats du deuxième régiments des gardes grenadiers tués le 25 septembre 1916. Après le 11 novembre 1918, des corps provenant de petits cimetières et de tombes isolées des environs y ont été inhumés.

## Caractéristiques
Le cimetière britannique de Lesbœufs, situé au nord du village, rassemble 3 136 dépouilles de soldats : 2 911 Britanniques, 209 Australiens, 11 Néo-Zélandais, 5 Canadiens. 1 643 corps n'ont pas pu être identifiés. C'est l'un des plus importants cimetières militaires britanniques du département de la Somme pour le nombre de corps ensevelis.

### <<galerie

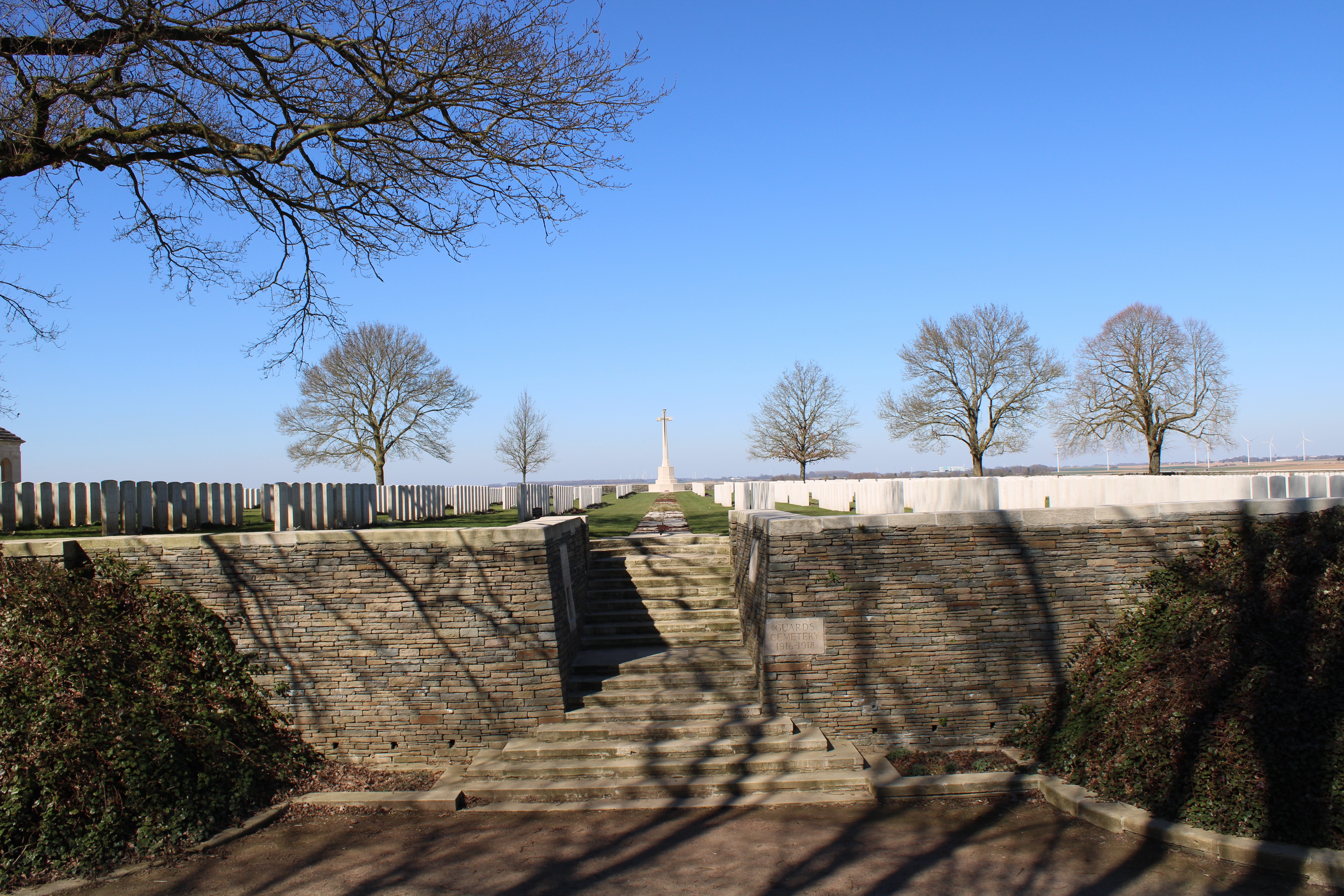
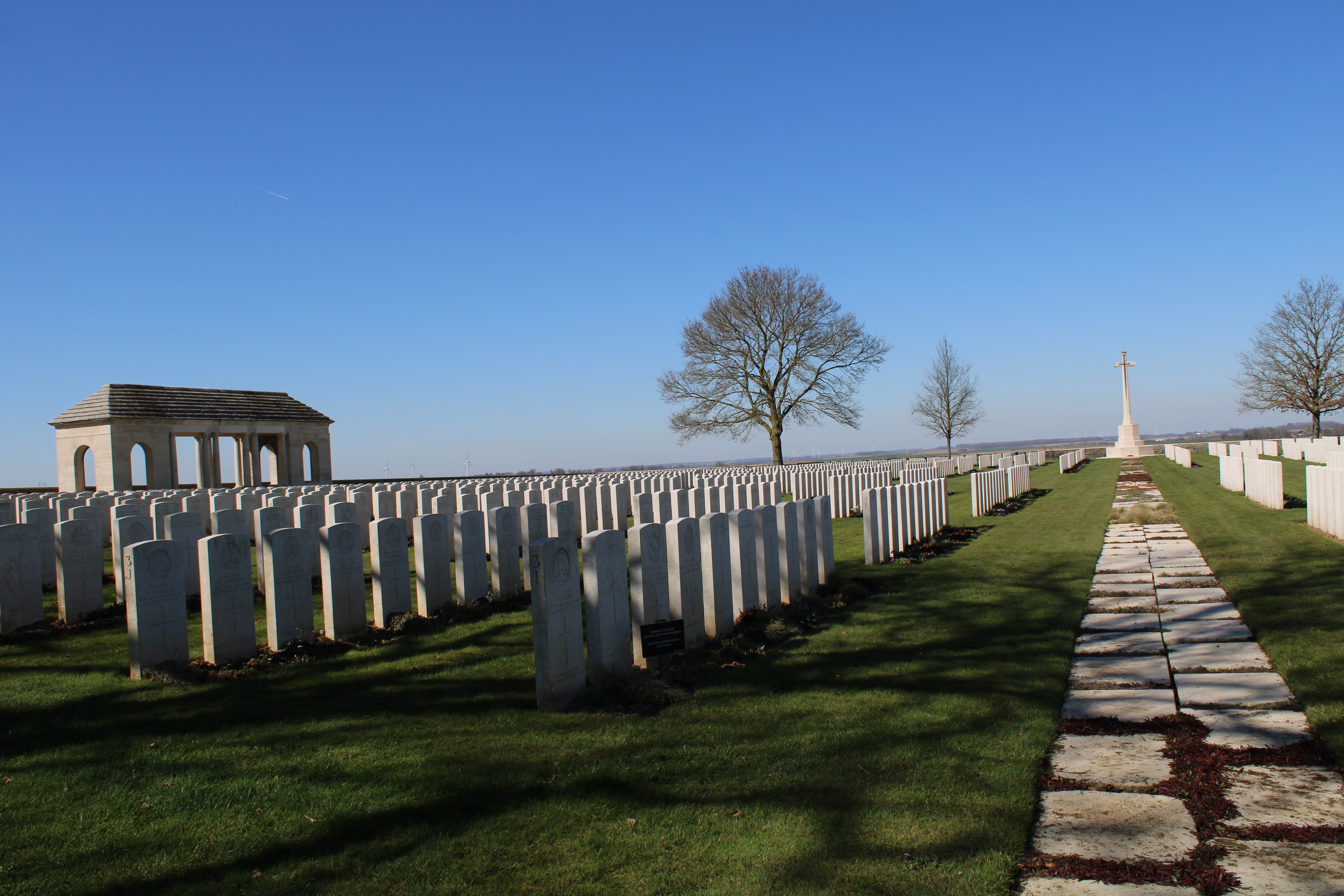
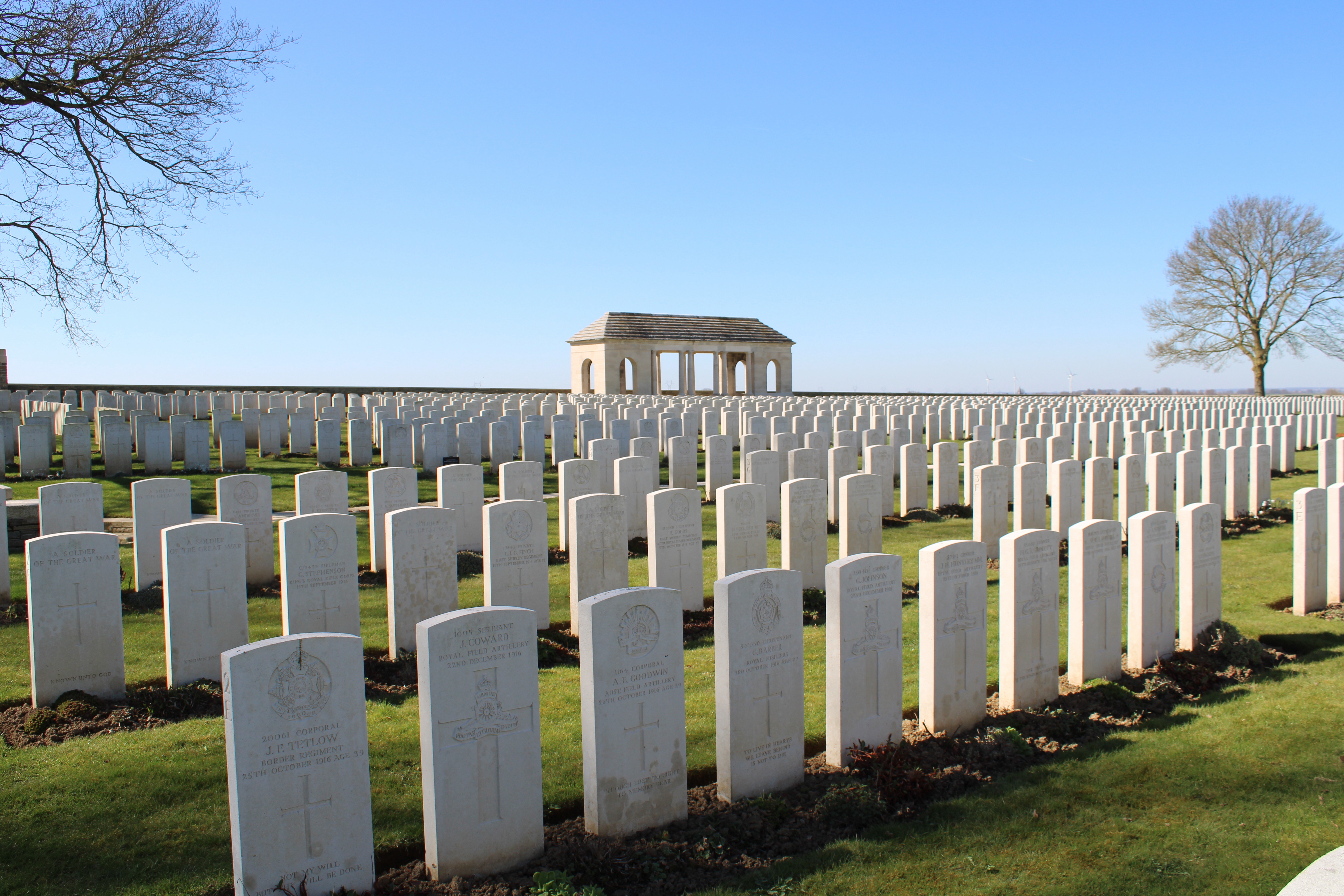
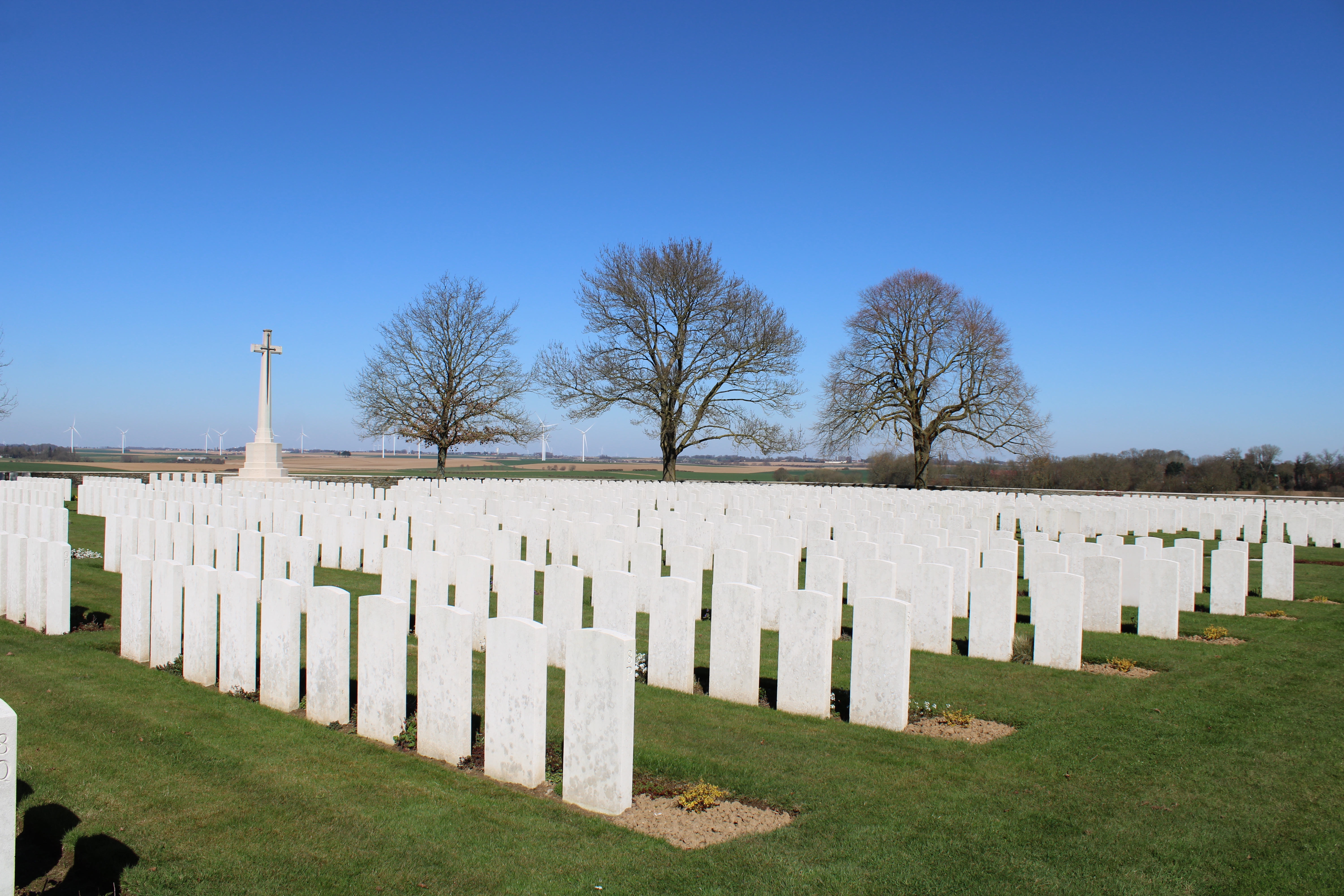
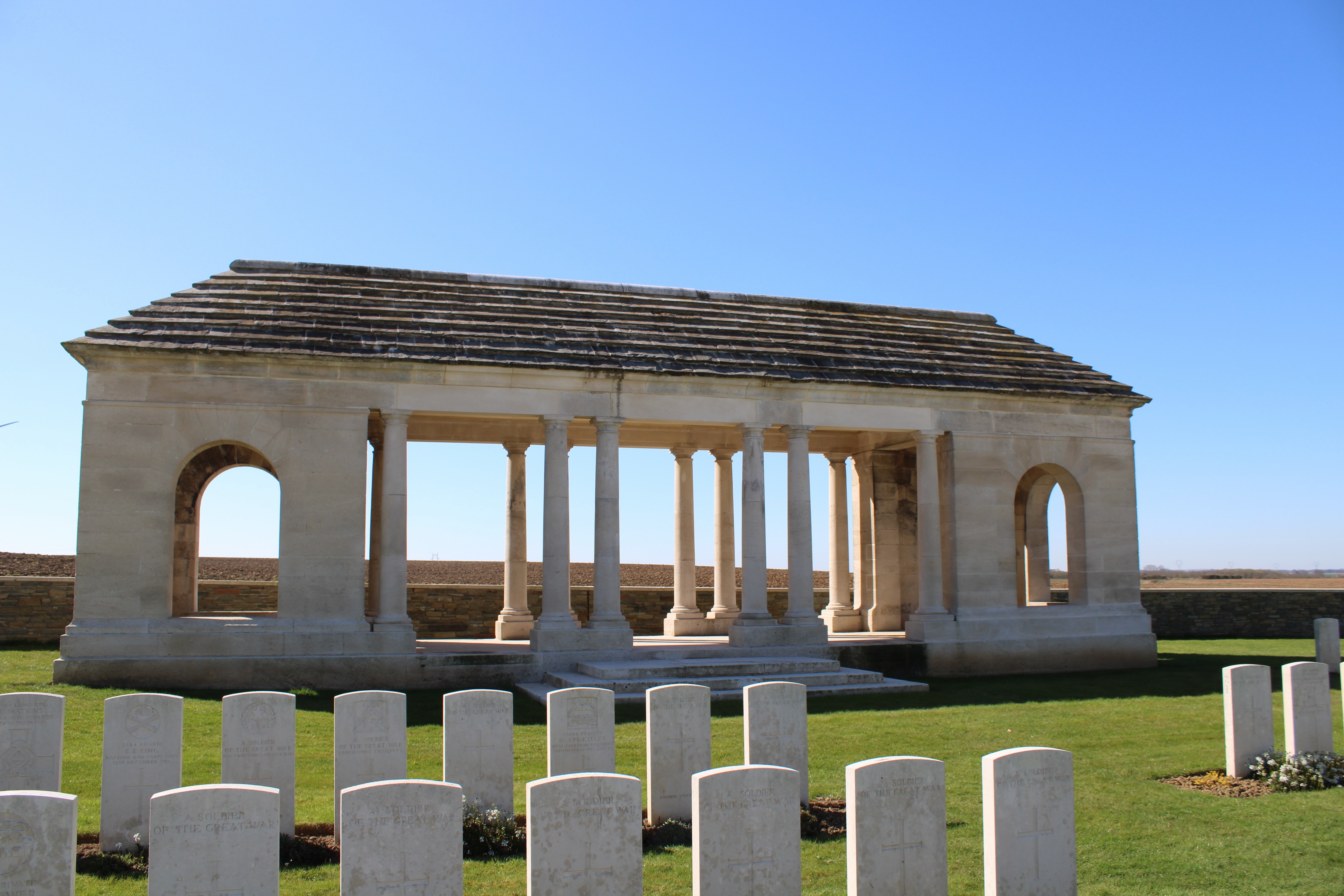
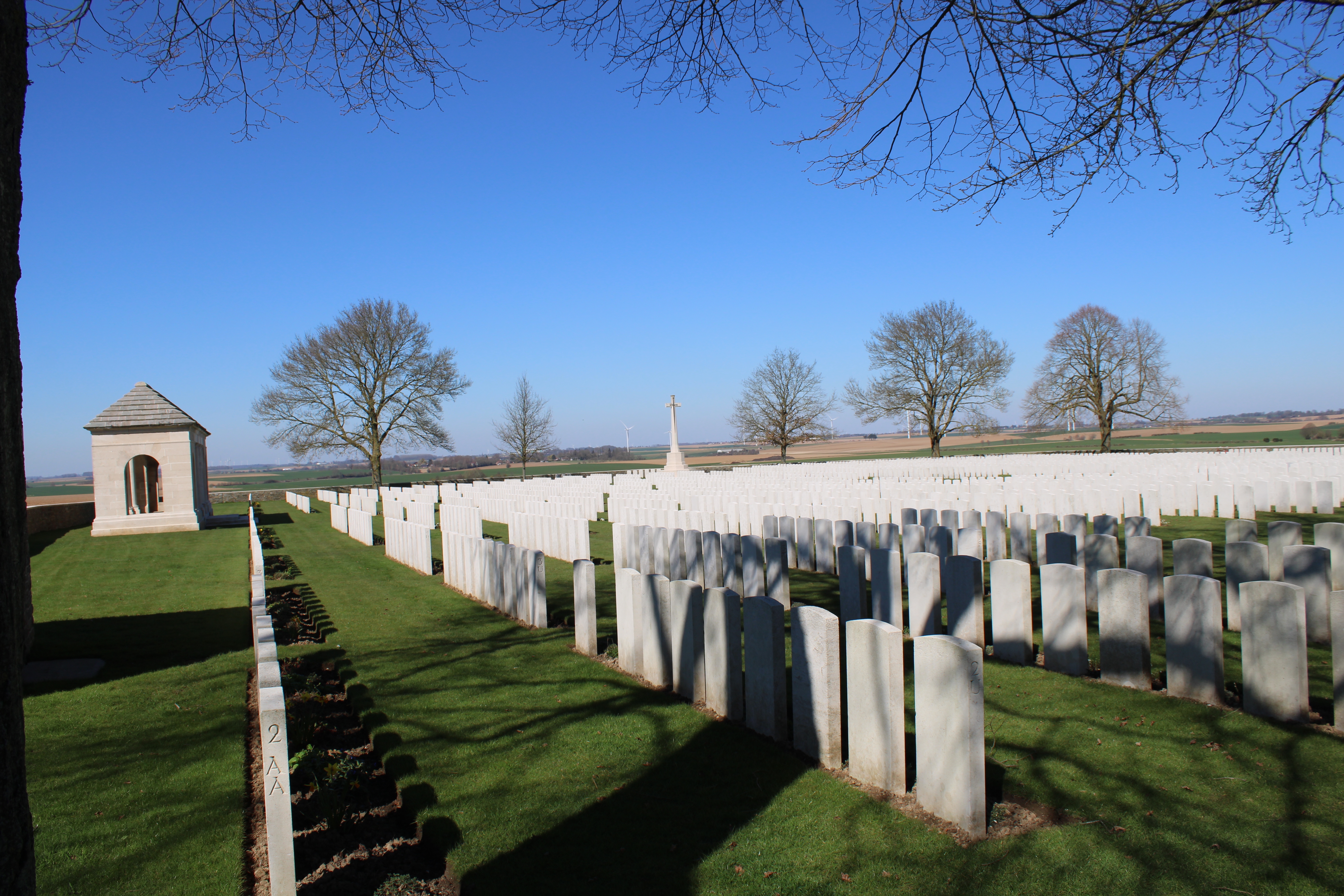

### Sépultures
| Pays             | Sépultures |
| ---------------- | ---------- |
| Royaume-Uni      | 2911       |
| Australie        | 209        |
| Canada           | 5          |
| Nouvelle-Zélande | 11         |
| Total            | 3136       |